# جوزيف وودز
جوزيف وودز (بالإنجليزية: Joseph Woods)‏ هو شاعر أيرلندي، ولد في 1966 في دروغيدا في جمهورية أيرلندا.